# Gaetabukten

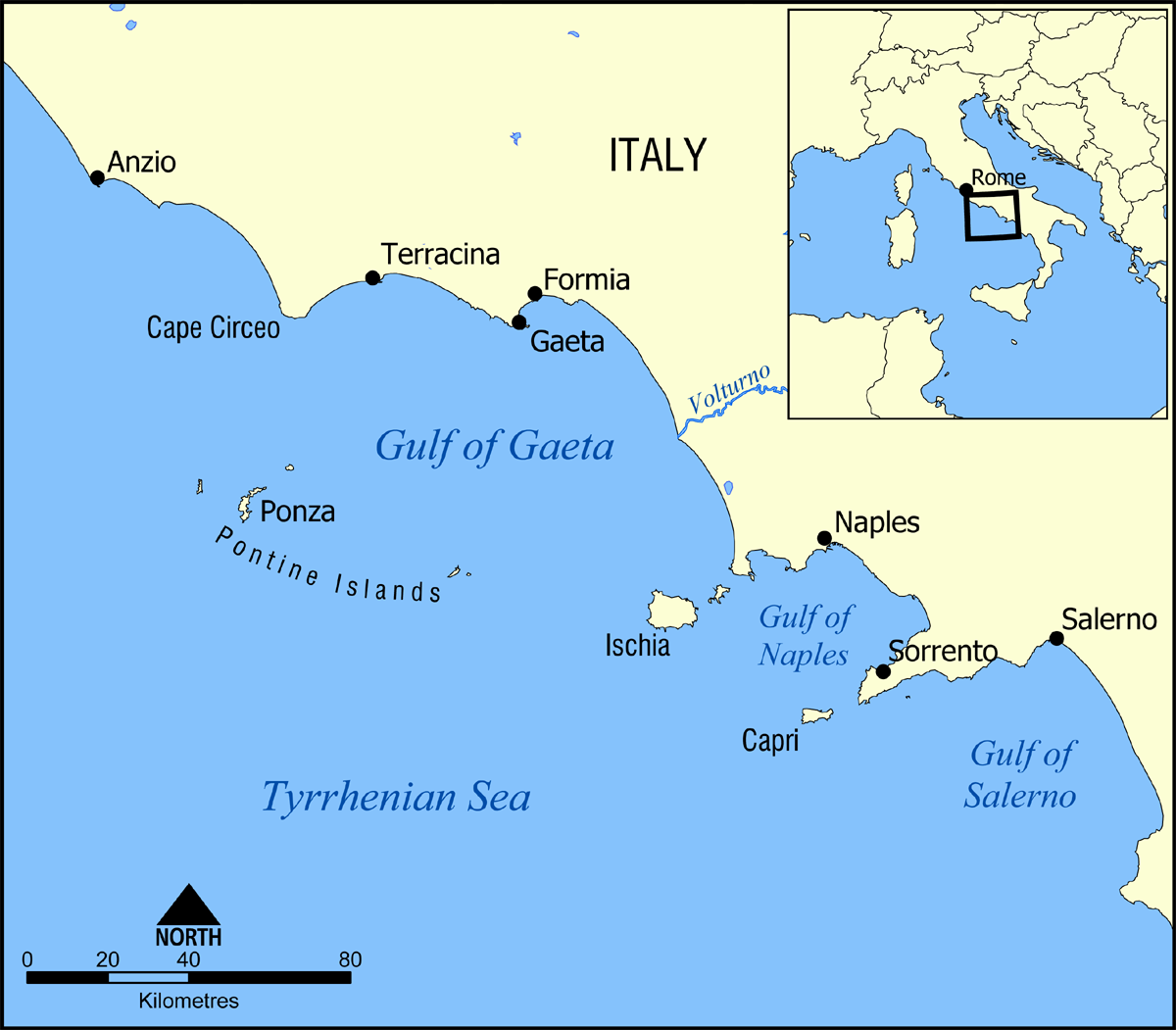
Gateabukten

Gaetabukten, Golfo di Gaeta, är en bukt på Italiens västkust och en del av det tyrrensk haver. Den gränsar till Circeonäset i norr. I söder gränsar den till Ischia och Neapelbukten. I väst ligger Isole Ponziane.
Bukten är uppkallad efter staden Gaeta. Volturno är den största floden som mynnar ut i bukten.